# David Dixon

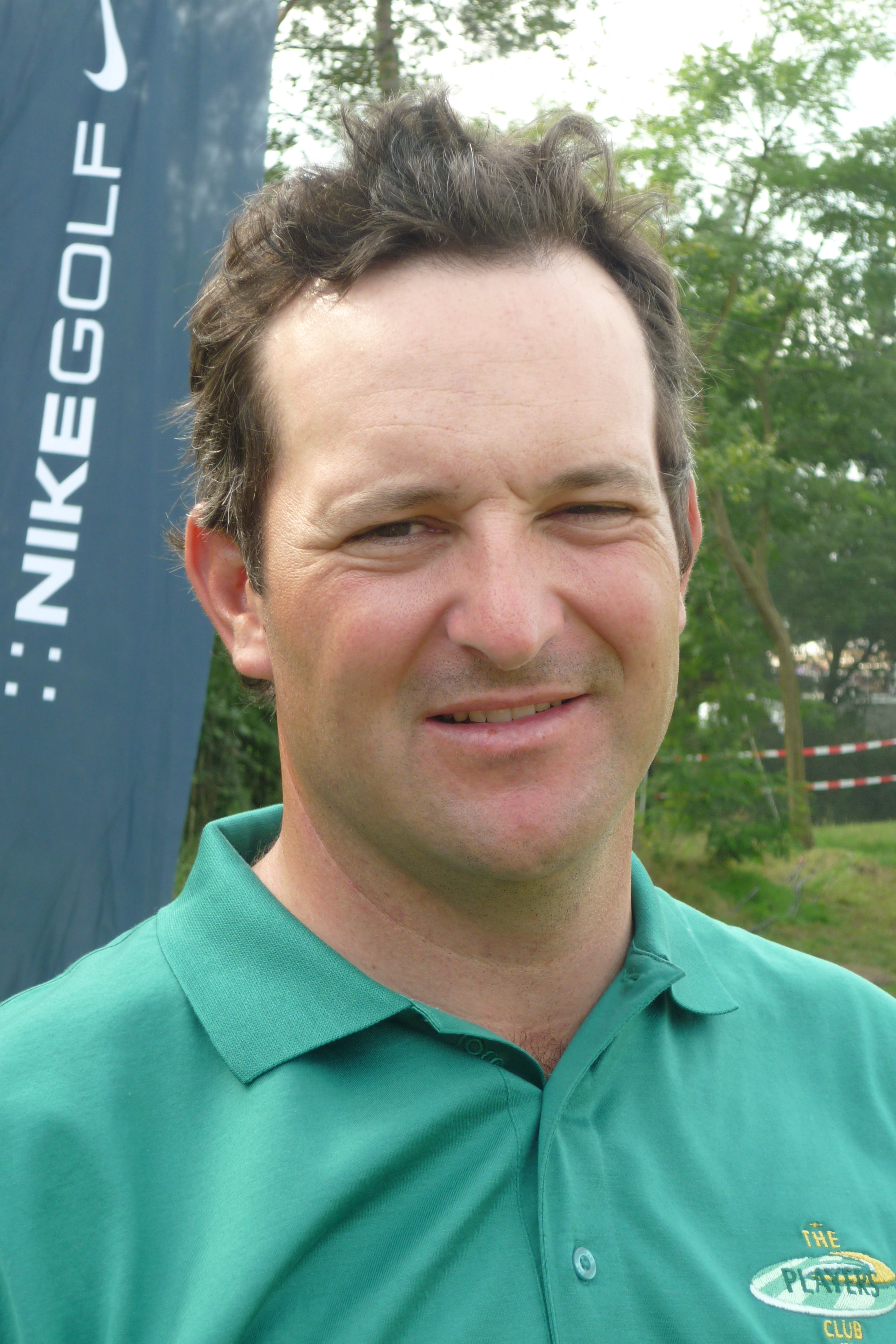
KLM Open 2010.

David Dixon (Bridgwater, 27 maart 1977) is een golfprofessional uit Engeland.

## Amateur
In 2001 won hij het Zuid-Afrikaans Amateur Kampioenschap en was hij de beste amateur bij het Brits Open en eindigde daar op de 30ste plaats.

### Gewonnen
- 2000: Lytham Trophy
- 2001: South African Amateur Championship

## Professional
Dixon werd in 2001 professional. Van 2001 tot 2007 speelde hij beurtelings op de Challenge Tour (CT) en de Europese Tour (ET). In 2008 won hij het Saint-Omer Open, dat voor beide Tours telt, en hem een spelerskaart voor de beide Tours opleverde. Hij concentreerde zich op de Europese Tour, maar was in 2011 weer terug op de Tourschool, waar hij de laatste ronde van de Finals als leider begon.

### Gewonnen
Challenge Tour
- 2008: Saint-Omer Open

Europese Tour
- 2008: Saint-Omer Open